# Begonia valvata
Begonia valvata é uma espécie de Begonia, nativa do Equador.